# Nimfa Galatea
Nimfa Galatea, też Galatea, Triumf Galatei (wł. Trionfo di Galatea) – fresk renesansowego malarza Rafaela Santi. Został namalowany w 1511 lub ok. 1512–1514.

## Historia obrazu
Fresk został namalowany na zlecenie bogatego bankiera z Sieny, Agostina Chigi, dla jego rezydencji u podnóża Rzymu, wybudowanej w latach 1509–1510 roku. Obecnie rezydencja znana jest pod nazwą Willa Farnesina.
W willi znajdowała się reprezentacyjna sala zwana dziś salą Galatei, gdzie Rafael wraz ze swoimi uczniami wykonał cykl fresków mitologicznych. Według anegdoty Rafael miał ukończyć fresk po piętnastu dniach pracy. Tworząc fresk Rafael korzystał z wiedzy, którą wyniósł podczas studiowania dzieł Michała Anioła, a także wzorował się na Ledzie z łabędziem Leonarda da Vinci.

## Opis obrazu
Temat przewodni obrazu został zaczerpnięty z Metamorfoz Owidiusza. Galatea była nimfą morską zakochaną w pasterzu o imieniu Akis. W niej zakochany był cyklop Polifem. Tragiczny układ miłosny doprowadził do śmierci pasterza z ręki zazdrosnego cyklopa.
Obraz przedstawia Galateę w chwili ucieczki na rydwanie z muszli przez wzburzone fale. Sam motyw tego, jak i innych fresków z willi Farnesina, pochodzi z poematu Stanze per la giostra di Giuliano de’Medici florenckiego humanisty Angelo Poliziano. Na fresku Rafael korzystał również z motywów z Idylli Teokryta i Złotego osła Apulejusza. Nimfa ucieka przed śpiewającym miłosną pieśń Polifemem. Rafael przedstawił ją w pozie zwróconej ku oddalającej się postaci cyklopa, a jednocześnie trzymającą cugle powozu ciągniętego przez dwa delfiny. Wzrok Galatei jest skierowany ku niebu. Rafael przedstawił ją jako postać wyróżniającą się pięknem i swobodą ruchów. W przeciwieństwie do pozostałych postaci Galatea nie jest skrępowana więzami miłości ziemskiej. Kierunek ruchu zaznaczony jest poprzez układające się na wietrze szaty. Centralna postać Galatei znajduje się na linii dwóch strzał wypuszczanych przez Kupidyny, znajdujące się nad jej głową oraz na linii cugli powozu. Kupidyny strzelają do postaci otaczających nimfę.
W lewym dolnym rogu znajdują się Tryton i Nereida. Są oni spleceni w uścisku, wzrok kierują na wodę, w której są zanurzeni.
Charakter fresku jest opisywany jako świecki (radość życia), ale również jest interpretowany jako syntezę ideałów antycznych i chrześcijańskich, gdzie miłość niebiańska zwycięża nad ziemską. Według niektórych interpretacji czwarty cherubin ze strzałami w kołczanie symbolizuje caritas.